# Eremophila drummondii
Eremophila drummondii är en flenörtsväxtart som beskrevs av Ferdinand von Mueller. Eremophila drummondii ingår i släktet Eremophila och familjen flenörtsväxter. Inga underarter finns listade i Catalogue of Life.